# Benjamin Pedersen
Benjamin Pedersen (Copenhague; 11 de mayo de 1999) es un piloto de automovilismo danés-estadounidense. En 2023 correrá en la IndyCar Series con A. J. Foyt Enterprises.

## Carrera

### Road to Indy
En 2016 Pedersen debutó en monoplazas compitiendo en la Fórmula 4 Estadounidense, serie en la que participó hasta 2018. En tres años en la Fórmula 4 obtuvo once podios entre los que destacan cinco victorias, en 2017 con el cuarto puesto en la clasificación final como mejor resultado.
En 2018, además de participar en la F4 Estadounidense, también corrió en el Campeonato de F3 de las Américas, donde obtuvo diez podios y terminó tercero en la clasificación por detrás de Kyle Kirkwood y Baltazar Leguizamón.
En 2019 corrió simultáneamente en la F3 de las Américas, y en la BRDC Fórmula 3. En la primera categoría terminó subcampeón detrás de Dakota Dickerson a pesar de haberse ausentado seis carreras. Mientras que en la serie BRDC en el circuito de Snetterton terminó segundo detrás de Lucas Petersson, mientras que en Silverstone obtuvo su primera victoria en la serie por delante de Johnathan Hoggard. Ese mismo año participó también en tres carreras de Eurofórmula Open.

### Indy Lights
En 2021 pasó a la Indy Lights con Global Racing Group junto con Linus Lundqvist. Durante la temporada obtuvo ocho podios, finalizando cuarto en el Campeonato de Pilotos. Al año siguiente continuó con el mismo equipo, y logró su primera victoria en Portland por delante de Matthew Brabham. Terminó la temporada en la quinta posición con 444 puntos.

### IndyCar Series
En septiembre de 2022, A. J. Foyt Enterprises fichó a Pedersen para competir en la temporada 2023 de IndyCar Series.

## Resumen de carrera
| Temporada | Categoría                                      | Equipo                                        | Carreras     | Victorias    | Poles        | VR           | Podios       | Puntos       | Pos.         |
| --------- | ---------------------------------------------- | --------------------------------------------- | ------------ | ------------ | ------------ | ------------ | ------------ | ------------ | ------------ |
| 2016      | Campeonato de Estados Unidos de Fórmula 4      | Leading Edge Grand Prix & Global Racing Group | 15           | 0            | 0            | 0            | 1            | 57           | 10.º         |
| 2017      | Campeonato de Estados Unidos de Fórmula 4      | Global Racing Group                           | 20           | 3            | 2            | 2            | 6            | 147          | 4.º          |
| 2018      | Campeonato de Estados Unidos de Fórmula 4      | Global Racing Group                           | 17           | 2            | 1            | 2            | 4            | 166          | 5.º          |
| 2018      | Campeonato de F3 de las Américas               | Global Racing Group                           | 11           | 0            | 0            | 1            | 10           | 183          | 3.º          |
| 2019      | BRDC Fórmula 3                                 | Global Racing Group                           | 21           | 1            | 0            | 0            | 2            | 200          | 14.º         |
| 2019      | Campeonato de F3 de las Américas               | Global Racing Group                           | 10           | 7            | 3            | 2            | 9            | 221          | 2.º          |
| 2020      | BRDC Fórmula 3                                 | Double R Racing                               | 24           | 1            | 0            | 0            | 2            | 299          | 9.º          |
| 2020      | Eurofórmula Open                               | Double R Racing                               | 3            | 0            | 0            | 0            | 0            | 14           | 15.º         |
| 2020      | Campeonato de Fórmula Regional de las Américas | Global Racing Group                           | 5            | 0            | 0            | 0            | 0            | 30           | 12.º         |
| 2021      | Indy Lights                                    | Global Racing Group with HMD Motorsports      | 20           | 0            | 0            | 1            | 6            | 356          | 4.º          |
| 2022      | Indy Lights                                    | Global Racing Group with HMD Motorsports      | 14           | 1            | 1            | 1            | 5            | 444          | 5.º          |
| 2023      | IndyCar Series                                 | A.J. Foyt Enterprises                         | 17           | 0            | 0            | 0            | 0            | 129          | 27.º         |
| 2024      | European Le Mans Series - LMP2                 | Nielsen Racing                                | 3            | 0            | 0            | 0            | 0            | 1            | 22.º         |
| 2025      | IMSA SportsCar Championship - LMP2             | PR1/Mathiasen Motorsports                     | Disputándose | Disputándose | Disputándose | Disputándose | Disputándose | Disputándose | Disputándose |
| Fuente:   |                                                |                                               |              |              |              |              |              |              |              |

## Resultados

### Indy Lights
(Clave) (negrita indica pole position) (cursiva indica vuelta rápida)

| Año     | Escudería                              | 1     | 2     | 3      | 4     | 5      | 6     | 7      | 8     | 9     | 10    | 11    | 12      | 13    | 14    | 15    | 16    | 17    | 18    | 19    | 20    | Pos. | Puntos |
| ------- | -------------------------------------- | ----- | ----- | ------ | ----- | ------ | ----- | ------ | ----- | ----- | ----- | ----- | ------- | ----- | ----- | ----- | ----- | ----- | ----- | ----- | ----- | ---- | ------ |
| 2021    | Global Racing Group w/ HMD Motorsports | ALA 2 | ALA 7 | STP 10 | STP 6 | IMS 10 | IMS 9 | DET 11 | DET 6 | RDA 2 | RDA 7 | MDO 7 | MDO 8   | GTW 3 | GTW 3 | POR 4 | POR 4 | LAG 3 | LAG 5 | MDO 9 | MDO 3 | 4.º  | 356    |
| 2022    | Global Racing Group w/ HMD Motorsports | STP 2 | ALA 2 | IMS 11 | IMS 4 | DET 2  | DET 6 | RDA 11 | MDO 6 | IOW 9 | NSH 6 | GTW 3 | POR 1L* | LAG 5 | LAG 6 |       |       |       |       |       |       | 5.º  | 444    |
| Fuente: |                                        |       |       |        |       |        |       |        |       |       |       |       |         |       |       |       |       |       |       |       |       |      |        |

### IndyCar Series
(Clave) (negrita indica pole position) (cursiva indica vuelta rápida)

| Año     | Escudería             | Motor     | 1      | 2      | 3      | 4      | 5      | 6       | 7      | 8      | 9      | 10     | 11     | 12     | 13     | 14     | 15     | 16     | 17     | Pos. | Puntos |
| ------- | --------------------- | --------- | ------ | ------ | ------ | ------ | ------ | ------- | ------ | ------ | ------ | ------ | ------ | ------ | ------ | ------ | ------ | ------ | ------ | ---- | ------ |
| 2023    | A.J. Foyt Enterprises | Chevrolet | STP 27 | TXS 15 | LBH 24 | ALA 22 | IMS 24 | INDY 21 | DET 20 | ROA 21 | MDO 26 | TOR 27 | IOW 27 | IOW 27 | NSH 23 | IMS 26 | GAT 28 | POR 22 | LAG 16 | 27.º | 129    |
| Fuente: |                       |           |        |        |        |        |        |         |        |        |        |        |        |        |        |        |        |        |        |      |        |